# Beaulieu-sous-la-Roche
Beaulieu-sous-la-Roche är en kommun i departementet Vendée i regionen Pays de la Loire i västra Frankrike. Kommunen ligger i kantonen La Mothe-Achard som tillhör arrondissementet Les Sables-d'Olonne. År 2022 hade Beaulieu-sous-la-Roche 2 366 invånare.

## Befolkningsutveckling
Antalet invånare i kommunen Beaulieu-sous-la-Roche
| Referens: INSEE |